# Nina Alexandrowicz
Nina Alexandrowicz Homolacs, née en Pologne en 1888 et morte le 7 avril 1945 à Pau, est une peintre, aquarelliste et sculptrice française.

## Biographie
Elle arrive en France en 1909 et s'installe dans le quartier Montparnasse à Paris. Elle expose alors ses premières figures de pierre à la Nationale (1911-1912) puis abandonne définitivement en 1913 la sculpture pour se concentrer sur la peinture. Elle participe au Salon d'automne, de 1919 à 1938, avec des fleurs, des natures mortes, des personnages, des jeux de chats, des intérieurs, à l'huile, à la gouache et à l'aquarelle.
Elle est inhumée dans le cimetière urbain de Pau.